# حانة حليب

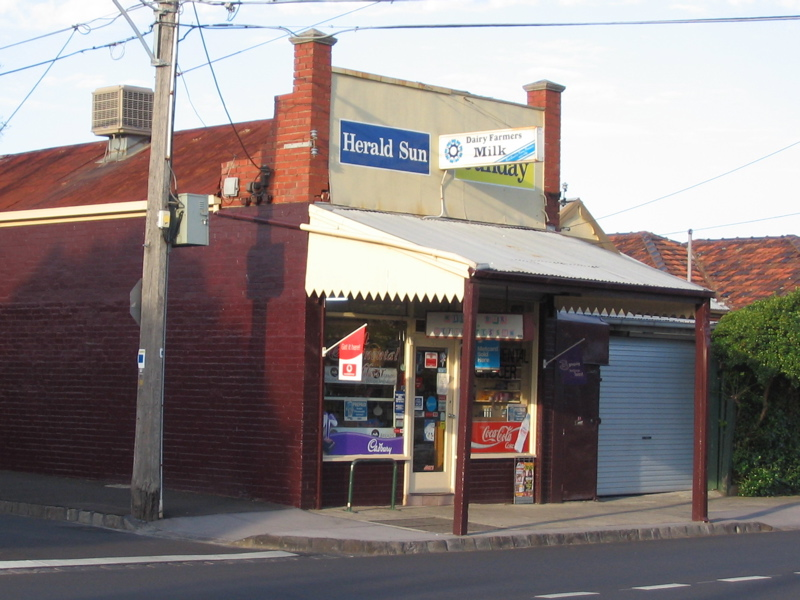
حانة حليب في ضاحية شمال فيتزروي في ملبورن.

حانة الحليب أو ميلك بار (بالإنجليزيّة: Milk Bar) هو مصطلح يستخدم في أستراليا للإشارة إلى متجر عام في الضّواحي، قد يحتوي أيضًا على بقالة صغيرة لبيع الأطعمة ومتجر صغير. حانة الحليب هو المكان الّذي يشتري منه النّاس الصّحف والوجبات الّسريعة مثل: السّمك، رقائق البطاطس، شطائر البيرغر، الحليب المخفوق، والوجبات الخفيفة. حانة الحليب في الأساس نسخة مصغّرة عن المتاجر الصّغيرة في الضّواحي، إلّا أنّ الفرق بينهما هو أنّ حانة الحليب تديرها في كثير من الأحيان العائلات المحلّيّة بخلاف الشّركات الكبيرة ذات الامتيازات التّجاريّة الأكبر.

## تاريخها
يعود تاريخ استخدام الاسم (ميلك بار) لعام 1930م في (الهند) عندما افتُتِحَ «لايكفيو ميلك بار» في بانغالورعلى يد رجل إنجليزي، «جايمسميداو تشارلز». سرعان ما انتشرت الفكرة سريعاً في المملكة المتحدة، حيث كانت مفضّلة لدى المجتمع المحافظ كبديل مناسب أخلاقيّاً للحانات التّقليديّة، وقد تمّ افتتاح أكثر من ألف ميلك بار على مستوى البلاد حتّى نهاية عام 1936م. 
استناداً للتّسجيلات المعاصرة، يعود أوّل ظهور لحانة الحليب في الولايات المتّحدة الأمريكيّة إلى بداية عام 1940م. 
في أواخر عام 1940م، تطوّرت حانة الحليب حتّى أصبحت مكان التقاءٍ للشّباب يستطيعون فيه شراء الأطعمة السّريعة والمشروبات الغير كحوليّة والتّواصل، وألّا يقتصر المكان فقط على شراء البقالة.
عادة ما تحتوي حانة الحليب على صناديق الموسيقى والآت اللعب (الّتي تطوّرت لاحقاً لتحلّ محلّها ألعاب الفيديو) والمقاعد والطّاولات كي تشجّع النّاس على الجلوس وإنفاق المزيد من الأموال.
وقد تمّ استبدال حانة الحليب كمكان اجتماعيّ بمطاعم الوجبات السريعة، مثل ماكدونالدز ومراكز التسوق، واختفت معظم الدّيكورات المميّزة من حانات الحليب المتبقيّة. رغم أنّها لازالت موجودة في بعض المناطق، على الأغلب تقدّم خدماتٍ مثل المتاجر.

## مؤسّسات مماثلة
«حانة مُنتجات الألبان» (بالإنجليزيّة: Dairy Bar) هي مطعم/ متجر مُشابه لحانة الحليب وُجِدَ في شمال شرق الولايات المتحدة، خصوصاً في ابستات نيويورك، وهو مصدر أساسيّ لصناعة منتجات الألبان. 
«إن محلّ الشّعير» (سمى بذلك نسبة إلى مكوّن الشّعير في مخفوق الحليب) هو مماثل تماماً للميلك أو الدايرى بار، حيث يُقدّم مخفوق الحليب والمشروبات الغازية كما أنّه أيضاً يُقدّم بعض الأطعمة، مثل الهامبرغر والشّطائر. بالرّغم من وجود بعضهم حتّى اليوم، غير أنّ مطاعم الوجبات السريعة قد حلّت محلّهم.
إنّ مصطلح دايرى (منتجات الحليب) يُطلق أيضاً على أماكن مماثلة في بعض المناطق خاصّة في نيوزيلاندا. أمّا «بار ميلسزنى» في بولندا فيستخدم لوصف المقاهي الرّخيصة والمشهورة منذ الحقبة الشيوعية وما زالت مستمرّة في تقديم خدماتها حتّى الآن، حيث أنّهم يقومون بتوفير عدد كبير من الوجبات الحكوميّة المدعّمة. في عام 2011م قامت الحكومة البولنديّة بسحب الدّعم، وقد أدّى هذا إلى العديد من الاحتجاجات من قبل الشّعب اعتراضاً على الإغلاق.